# Cidnopus hubeiensis
Cidnopus hubeiensis is een keversoort uit de familie kniptorren (Elateridae). De wetenschappelijke naam van de soort is voor het eerst geldig gepubliceerd in 1996 door Kishii & Jiang.